# 5435 Kameoka
Az 5435 Kameoka (ideiglenes jelöléssel 1990 BS1) a Naprendszer kisbolygóövében található aszteroida. A. Sugie fedezte fel 1990. január 21-én.